# Everon Jackson Hooi
 (janvier 2022).
Si vous disposez d'ouvrages ou d'articles de référence ou si vous connaissez des sites web de qualité traitant du thème abordé ici, merci de compléter l'article en donnant les références utiles à sa vérifiabilité et en les liant à la section « Notes et références ».
Pour les articles homonymes, voir Hooi.
Everon Jackson Hooi, né le 30 mai 1982 à Willemstad, est un acteur et animateur de télévision néerlandais.

## Filmographie

### Téléfilms et animations
- 2004 : De Erfenis (nl) : Ciro Pieterszoon
- 2005 : Goede tijden, slechte tijden : Bing Mauricius
- 2011 : Act Like A Star : Juge
- 2012 : De Dino Show (nl) : Le client
- 2012 : Modèle:Naranjina en de Kadekapers : Préposé de port
- 2013 : Expeditie Robinson (nl) : Candidat
- 2014 : Van der Vorst ziet sterren (nl) : Lui-même
- 2015 : Ranking the Stars (nl) : Lui-même
- 2016 : Zeesterren (nl) : Lui-même
- 2016 : Carlo's TV Café (nl) : Co-présentateur
- 2016 : De TV Kantine (nl) : Derek Morgan

### Cinéma
- 2001 : Barry H
- 2006 : Doodeind : Chris
- 2020 : Buladó : Ouira